# 都鐘伊
都 鐘伊（ト・ジョンイ、朝鮮語: 도종이、1940年9月18日（旧暦8月17日）または1941年8月17日 - ）は、大韓民国の実業家、政治家。初代・第2・3代釜山広域市議会議員・元議長、第16代韓国国会議員、大都運輸株式会社代表会長を歴任した。
本貫は星州都氏、族譜での漢字表記は鍾伊。号は右石（ウソク、우석）。仏教徒。

## 経歴
日本統治時代の慶尚南道金海郡（現・金海市）出身。慶南工業高等学校、東亜大学校法政大卒。全国セマウル金庫連合会副会長、釜山広域市体育会副会長、開琴洞セマウル金庫理事長、民主平和統一諮問会議副議長、開琴サンノク奨学会理事長、2002年アジア競技大会組織委員会副委員長・執行委員、第1・2・3代釜山広域市議会議員・副議長・議長、第16代国会建設交通委員会委員、ハンナラ党総裁特別補佐・中小企業支援特別委員会委員・国際競技支援特別委員会委員、韓日議員連盟運営委員会副委員長、大韓民国憲政会理事などを務めた。